# Békekölcsön
A békekölcsön Magyarországon 1949-től 1955-ig bevezetett sajátos megtakarítási forma.

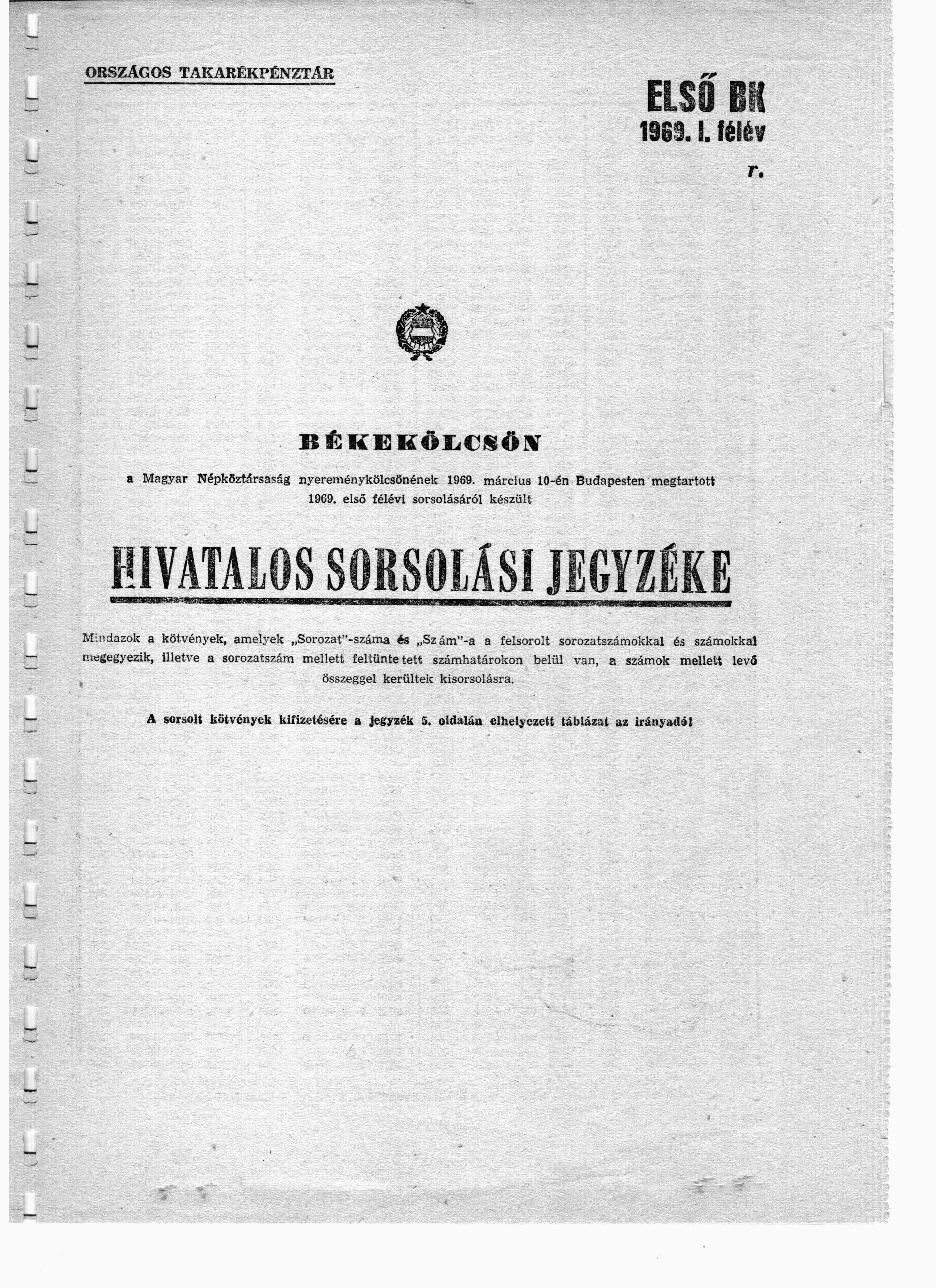
Első Békekölcsön hivatalos sorsolási jegyzéke – 1969

## Célja
Az 1949-ben meghirdetett ötéves terv költségeinek fedezésére a kormány 1949-től 1955-ig államkölcsönöket bocsátott ki 750 millió forint értékben ötéves futamidőre. Az Országos Takarékpénztár végezte a kölcsönök visszafizetését, a sorsolás lebonyolítását.
A negyedik, ötödik, hatodik békekölcsönt az életszínvonal emelését szolgáló beruházásokra fordították: a könnyűipar, az élelmiszeripar és a mezőgazdaság fejlesztésére használták fel. A tanácsok által összegyűjtött jegyzések negyedével, később az 50 %-ával az adott település rendelkezhetett, szociális vagy kulturális célokra költhette.
A lakosságtól származó bevételek 25%-a az államkölcsönökből folyt be, az emberek hét év alatt mintegy 7 milliárd Ft-ot jegyeztek. Utoljára a hatodikat 1955. szeptember 27-én bocsátották ki.

## Utólagos értékelése

Harmadik Békekölcsön jegyzési igazolása

Lényege, hogy az állam elvárta minden dolgozó állampolgártól, hogy évente kb. az egyhavi fizetésének megfelelő összegért békekölcsönt jegyezzen, ezáltal segítse az államot a „békéért folyó küzdelemben”. A békekölcsönért nem kamat járt,[forrás?] hanem sorsoláson húzták ki a nyerteseket, akik kisebb vagy nagyobb nyereményben részesültek, esetleg a kötvény névértékét kapták csak vissza. (Akadt kamatozó kötvény is, de kevés.) 
A lakosság körében nagyon népszerűtlen volt[forrás?] a békekölcsön, mert a lejegyzett összegek a jövedelmekhez képest nagyok voltak,[forrás?] és a nyeremények ritkák, ill. a visszafizetésre csak sokára – és némileg értékét vesztett pénzben – került sor. A békekölcsön, bár egy megtakarítási forma volt, kötelező jellege miatt egyfajta bújtatott adóként működött, célja az ún. szocialista tőkefelhalmozás volt, hogy legyen az államnak pénze az újjáépítésre valamint a nehézipar és a hadsereg erőltetett fejlesztésére. 
1956 után a törlesztést egy időre felfüggesztették, majd az eredetileg ígértnél jóval később került a visszafizetésre sor. Viszont ’56 után nem volt új békekölcsön-jegyzés; bizonyos értelemben ehelyett vezették be az azóta népszerűvé vált lottójátékot.[forrás?]